# Austria Alemana
La República de Austria Alemana (en alemán, Republik Deutschösterreich o Deutsch-Österreich) es el nombre que recibió el Estado austríaco justo después del desmembramiento del Imperio austrohúngaro, al finalizar la Primera Guerra Mundial. Este Estado, con fronteras un poco mayores que la Austria actual, reclamó territorios poblados por alemanes étnicos en Checoslovaquia y Hungría, y solicitó ser anexada por Alemania, con el objetivo de formar un único Estado-nación alemán.

## Historia
La mayoría de los austríacos se consideraban a sí mismos alemanes hasta después de la Segunda Guerra Mundial. La razón es que el Estado austríaco no nació como nación, sino que se creó por orden de terceros países, siendo sólo una parte desmembrada de un imperio multiétnico, el austrohúngaro, el cual tenía una extensa población de alemanes étnicos.
Durante la monarquía de los Habsburgo, el término Austria Alemana se utilizaba para designar a las regiones pobladas por los alemanes étnicos del imperio. Asimismo, los habitantes de habla alemana del imperio eran identificados por otros y se reconocían a sí mismos como alemanes. Después de la Primera Guerra Mundial, cuando la monarquía se derrumbó, rápidamente la recién formada República de Austria Alemana (una república democrática) pidió su anexión al Imperio alemán, con el fin de crear un solo Estado-nación. Sin embargo, el Tratado de Versalles (28 de junio de 1919) y el Tratado de Saint-Germain (10 de septiembre de 1919) se lo prohibieron, forzando a toda la población alemana a quedar separada: los alemanes de los Sudetes a convertirse en ciudadanos de Checoslovaquia (formada el 28 de octubre de 1918), los del lado austríaco a formar un país aparte, y a su vez Austria fue despojada del Tirol del Sur, obligando a esos otros alemanes étnicos a ser parte de Italia. Los países vencedores de la Primera Guerra Mundial incluso prohibieron el nombre oficial de país (Deutschösterreich) con que denominaron a su tierra en un principio, como así también "Bohemia alemana", "Moravia alemana" y "Silesia alemana", ya que esas tierras, aunque habitadas desde hacía siglos por alemanes, les fueron adjudicadas a Checoslovaquia con toda su población alemana. Así, de 1918 a 1938, más de 9 millones de germanos étnicos quedaron forzosamente viviendo fuera, como en el lado checo (3 millones), y otros tantos del lado austríaco, además de los que quedaron del lado italiano. 
La República de Austria Alemana reclamó primero los territorios poblados por alemanes del recientemente desmembrado Imperio austrohúngaro, ya que incluso la población alemana del ex-imperio había quedado desperdigada. Todas estas regiones reclamadas estaban habitadas por una importante población alemana. Después de realizar plebiscitos en sus distintas regiones, obteniendo resultados abrumadores a favor de la unificación con Alemania, la República de Austria Alemana procedió a realizar el reclamo oficial de las regiones mencionadas, así como declarar sus intenciones de unificarse con Alemania.
Si bien todos los países han aspirado a lograr su estado nación, el caso de los alemanes es muy particular, ya que nunca les fue permitido concretarlo. Es decir que, a raíz de estas oposiciones, la única opción que quedaba para hacer valor su derecho de autodeterminación era ir a la guerra.[cita requerida] Los intereses contrarios a la unión de los alemanes son diversos y de más larga data. Por ejemplo, en 1870 Francia le declaró la guerra a Prusia (guerra franco-prusiana) porque estaba en contra de que los alemanes pudieran consolidarse como estado. Con todo, Alemania ganó aquella guerra, y por tanto pudo darse la unificación alemana; sin embargo, varios millones de alemanes étnicos habían quedado bajo la órbita de los Habsburgo, por lo que la unión seguía sin ser completa. Y en esta otra ocasión, cuando al fin los alemanes del lado austríaco pudieron independizarse y manifestaron sus intenciones de unirse a Alemania, no solo no contaron con el apoyo de ninguna potencia europea, a excepción de Alemania, sino que además se los prohibieron. Para empeorar la situación, en aquel momento Alemania se encontraba luchando contra una grave crisis económica y una revolución socialista. Por tanto, independientemente de la justicia del reclamo, Alemania no estaba en condiciones de enfrentarse al Reino de Italia, Checoslovaquia y al naciente Reino de Yugoslavia. Así, Austria tuvo que depender de la decisión de los Aliados victoriosos: Francia y Gran Bretaña. Y estos se negaron a aceptar el derecho de autodeterminación de Viena. Los grandes sufrimientos infligidos por estas políticas que desmembraron por la fuerza a una nación que deseaba permanecer unida inducirían el clima propicio para los emergentes políticos.
Para su unión con Alemania, Austria debería esperar hasta el 12 de marzo de 1938 -día en que se produjo la anexión o Anschluss-, los alemanes de los Sudetes continuaron siendo checoslovacos hasta los Acuerdos de Múnich del 30 de septiembre de 1938 -cuando finalmente los jefes de gobierno del Reino Unido, Francia e Italia firmaron que reconocían que los Sudetes eran alemanes-, y al año siguiente, Alemania firmó un convenio con Italia para que permitiera que los alemanes étnicos que vivían en Tirol del Sur pudieran emigrar al país (en el marco del programa alemán Heim ins Reich o "De vuelta a casa"), lo que, junto a la recuperación de las regiones de Alsacia-Lorena, al fin cerraría el círculo del Estado-nación para la población alemana. Así, a partir de 1943, el país fue oficialmente llamado Großdeutsches Reich (Gran Alemania). Sin embargo, tras la Segunda Guerra Mundial, todas estas tierras fueron nuevamente desmembradas por la fuerza de los países vencedores.

## Subdivisiones

Provincias de la Austria Alemana. En gris las fronteras de la actual Austria.

Austria Alemana originalmente constaba de nueve provincias (provinzen):
- Alta Austria (Oberösterreich): todo el actual Estado austríaco de Alta Austria, más la región del Bosque de Bohemia (Böhmerwaldgau), ahora en la región de Bohemia Meridional de la República Checa;
- Baja Austria (Niederösterreich): todo el actual Estado austríaco de Baja Austria y la ciudad-Estado de Viena, más la Moravia meridional alemana (Deutschsüdmähren), ahora dividida entre las regiones checas de Bohemia Meridional, Vysočina y Moravia Meridional;
- Bohemia alemana (Deutschböhmen): áreas de Bohemia occidental que luego formaron parte de los Sudetes entre 1938 y 1945, ahora parte de la República Checa;
- Sudetes (Sudetenland): partes de las regiones históricas de Moravia y Silesia austríaca. Los límites no corresponden al uso posterior del término Sudetes.
- Estiria (Steiermark): la mayor parte de la Estiria histórica, incluido el actual Estado austríaco de Estiria y la parte noreste de la región eslovena de la Baja Estiria;
- Salzburgo: todo el actual Estado austríaco de Salzburgo;
- Carintia (Kärnten): toda la Carintia histórica, incluido el actual Estado austríaco de Carintia, la región de la Carintia eslovena, el municipio esloveno de Jezersko y los ahora municipios italianos de Tarvisio, Malborghetto Valbruna y Pontebba;
- Tirol alemán (Deutschtirol): la mayor parte del Tirol histórico, incluido el actual Estado austríaco de Tirol y la actual provincia italiana de Tirol del Sur, pero no la actual provincia italiana de Trentino;
- Vorarlberg: todo el actual Estado austríaco de Vorarlberg.